# 白羊宮的第一點

白羊宮的第一個點定義了黃道座標的原點（0°，0°）。它位於天球赤道上，在天空圖的左右兩端，黃道（橙色虛點線的正弦曲線）穿過它。

白羊宮第一點，也被稱為白羊宮之心，是三月分點（北半球的春季，南半球的秋季的位置，用作天球坐標系統中的參考點。在使用這種坐標系的圖表中，它通常用符號表示 ♈︎.它以星座的白羊座命名，是天球上的赤道穿過黃道的兩個點之一，另一個是天秤宮的第一點，與它正好相距180°。這些位置最初是在古代命名的，由於春分點歲差，導致三月春分時的太陽位置現在位於雙魚座；當它在秋分點時，它位於室女座（截至J2000）
沿著它每年穿過黃道與天球赤道相遇的路徑，太陽在白羊宮第一點的位置從南向北移動，在天秤宮的第一點由北向南移動。白羊宮的第一個點被認為是天球座標的「本初子午線」，赤經從那裡開始計算。

## 歷史

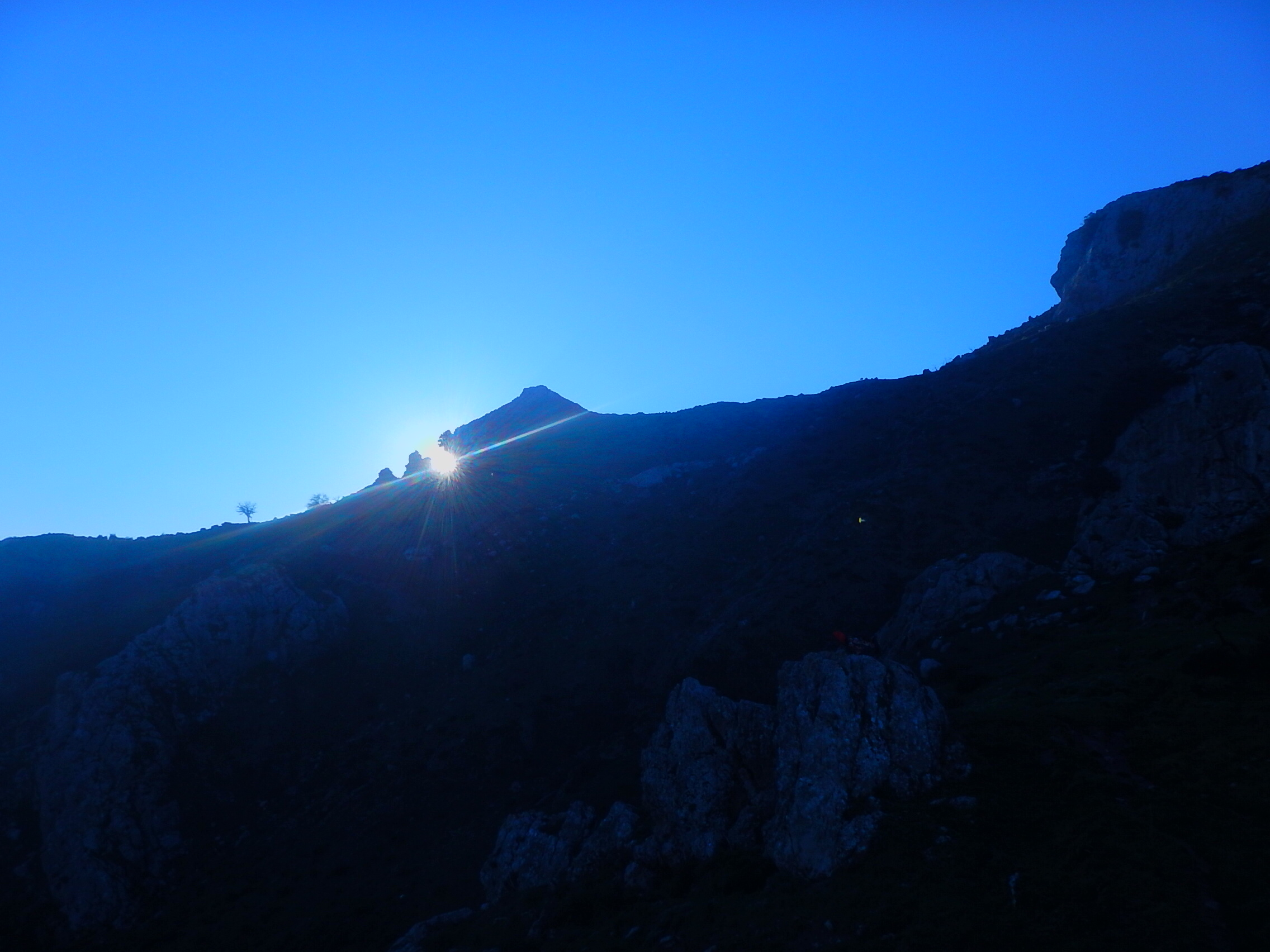
從西西里島豐達凱利-凡蒂納的皮佐·文托遺址看到的春分點。

量測太陽在天球上運動的起始位置的選擇是任意的。春分點是首選的，因為分點標誌著太陽既不在北半球也不在南半球，是正在穿過天球赤道的時間點。在兩個可能的分點中，古希臘人選擇了三月的春分點作為起點。這恰逢伊拉里亞節，這是一個樂觀和開始的時期，農民開始播種或觀察樹木，和夏季作物的第一次生長和開花。白羊宮的命名是在巴比倫黃道帶的晚期，那裡的春分點處於最早的傳統中，與昂宿星團的實際巧合，標誌著青銅時代中期的早期。這個時間也對應於春分時公牛犢、騾子和驢的閹割的時間，即「桑吉亞」（英語：Sanguia），標誌著春天的開始。
白羊宮的第一個點之所以被稱為白羊宮，是因為當喜帕恰斯在西元前130年定義它時，它位於白羊座的最西端，靠近它與雙魚座和恆星婁宿二（白羊座γ）的邊界。由於太陽全年在天空中向東移動，白羊座的西端是太陽進入星座的點，因此被稱為白羊宮「第一點」。

## 定義
由於地球的軸向進動，這一點以每72年約一度的速度逐漸向西移動。這意味著，自希帕恰斯時代以來，它已經在天空中移動了大約30°，現時位於雙魚座，靠近其與寶瓶座的邊界。太陽現在從4月下旬到5月中旬出現在白羊座，儘管這個星座仍然與北方春天的開始有關。
白羊宮的第一點在天文學、航海和占星術領域都很重要。航海星曆表記錄白羊宮第一個點的地理位置，作為導航星位置的參攷。由於晝夜平分點的緩慢分點進動，在一年中的某個時間，從給定位置看到的星座的天頂視圖（在某個位置上方）已經緩慢向西移動（通過使用已知漂移的太陽曆元）。黃道帶也受到類似的影響，不再與星座相對應（今天的天秤座尖位於室女座內）。相較之下，在恆星占星術中，白羊宮的第一點仍然與白羊宮對齊。